# Måns von Rosenstein
Magnus (Måns) Rosén von Rosenstein, född 9 april 1755 i Uppsala, död 14 november 1801 i samma stad, var en svensk sjömilitär.  Han var son till professor Samuel Aurivillius och Anna Margareta Rosén von Rosenstein. 

## Biografi

### Officer i Skärgårdsflottan
Den unge Måns Aurivillius, som 1771 utnämndes till fänrik vid arméns flotta, blev 1773 jämte sina syskon adopterad adelsman på sin morfars namn och nummer (introducerad 1776). I nordamerikanska frihetskriget deltog han 1776–78 ombord på den engelska och sedan 1779 på den franska flottan, var med i flera träffningar och sjöbataljer, men slutade som engelsmännens fånge i slaget vid Guadeloupe den 12 april 1782. Sedan han ur fångenskapen 1783 hemkommit till Sverige, utnämndes han samma år till sekundmajor vid arméns flottas Stockholmseskader och utförde 1784–1785 som chef på fregatten Gripen en expedition till Medelhavet och i sammanhang därmed en beskickning till sultanen av Marocko.

### Ryska kriget
Under Gustav III:s ryska krig anförde von Rosenstein 1788–1789 skärgårdseskaderns avantgarde och lade stor bravur i dagen i synnerhet i det olyckliga Slaget vid Svensksund den 24 augusti 1789, där han ombord på hemmeman Oden genom sitt timslånga försvar av passet beredde den övriga delen av flottan tid att undkomma, men omsider, efter tio timmars oavbruten kanonad, nödgades ge sig fången. År 1791 företog von Rosenstein, med fregatten Bellona, en ny beskickning till Marocko, förordnades 1794 att förestå chefsämbetet vid ovannämnda avdelning av Arméns flotta samt utnämndes 1797 till konteramiral.

### Död
Måns von Rosenstein ligger begravd i Uppsala gamla kyrkogård. På gravstenens framsida finns en lagerkrans som symboliserar den franska Militärförtjänstorden. På stenens baksida finns ett upprättstående svärd som symboliserar riddarvärdigheten av stora korset vid Svärdsorden. Under svärdet kan man se stäven av ett galärskepp samt Arméns flottas befälstecken för en konteramiral, en tretungad blå flagga med tre kronor.

## Utmärkelser[2]
- Riddare av Svärdsorden - 28 april 1781
- Riddare av franska Militärförtjänstorden - 9 maj 1781
- Riddare med stora korset av Svärdsorden - 21 augusti 1790
- Kommendör av Svärdsorden - 16 november 1799